# Mistral (газовий танкер)

Mistral – надвеликий газовий танкер (VLGC, very large gas carrier), збудований у 2015 році на замовлення компанії Avance Gas. Став першим в історії VLGC, спорудженим на китайських верфях.
У середині 2010-х років спостерігалось стрімке збільшення попиту на зріджений нафтовий газ (пропан-бутанова фракція) з боку Китаю та Індії. Зокрема, остання збільшила місячний обсяг імпорту ЗНГ від 1 млн тонн на початку 2015-го до 2,4 млн тонн у грудні 2017-го, вперше випередивши при цьому Китай. Як наслідок, різні судновласники замовили спорудження численних надвеликих газових танкерів – найбільших серед суден, призначених для транспортування саме ЗНГ (танкери для зрідженого природного газу мають свою власну класифікацію).
Однією з таких компаній стала норвезька Avance Gas, для якої збудували вісім газовозів на китайській верфі Jiangnan Changxing Heavy Industry (Шанхай, острів Changxing). Перший з них – Mistral – охрестили 19 листопада 2014-го (разом зі ще двома суднами тієї ж серії) та передали замовнику 13 січня наступного року (знову ж таки, не один, а разом з Moonsoon). Судно отримало назву від сильного холодного вітру, що дме на середземноморському узбережжі Франції в долині річки Рона.
Ємність вантажних танків Mistral складає 83 000 м3.

## Інші судна серії
Слідом за Mistral норвезький судновласник отримав ще сім однотипних надвеликих газових танкерів, які всі отримали назви різних вітрів:
– Moonsoon (2015, «мусон»);
– Breeze (2015, «бриз»);
– Passat (2015, «пасат»);
– Sirocco (2015, сироко – сильний теплий вітер в Італії, який дме з Сахари);
– Levant (2015, левант – вітер, що зароджується в центральному Середземномор’ї та дме на захід, досягаючи максимальної сили у Гібралтарській протоці);
– Chinook (2015, чинук – сильний поривчастий теплий вітер, що дме у Канаді та США зі східних схилів Скелястих гір на прилеглі до них ділянки прерій).
– Pampero (2015, памперо – холодний штормовий вітер антарктичного походження в пампасах Аргентини та Уругваю).